# Ringelai
Ringelai è un comune tedesco di 2 103 abitanti, situato nel land della Baviera.